# 민병헌
민병헌(閔炳憲, 1987년 3월 10일 ~ )은 전 KBO 리그 롯데 자이언츠의 외야수이자, 현재 TVING해설위원, 로한에이전트 기술고문, 서귀포베이스볼클럽의 감독이다.

## 선수 시절

### 두산 베어스시절
빠른 발과 타격 능력이 좋다는 스카우트들의 평을 받아 두산 베어스의 2차 2순위 지명을 받아 1억 2,000만원의 계약금을 받고 2006년에 입단하였다. 2006년에는 주로 대주자와 대수비로 80경기에 출전해 1할대 타율, 4타점, 17도루를 기록했다.

### 경찰 야구단시절
2010년 시즌 후 입대해 복무를 마치고 2012년 10월에 제대했다.

### 두산 베어스복귀
외야수 정수빈의 부상으로 1군에 복귀했다. 경찰 야구단에서 갓 제대한 그를 1군에 등록한 대가로 보호 선수 등록 대상자가 늘어나 투수 고창성을 NC 다이노스의 전력 보강 선수로 보냈다. 2013년에 3할대 타율을 기록했고, 2014년 시즌에 주전 우익수로 활동하며 3할대 타율 및 세 자릿수 안타, 12홈런으로 모든 면에서 커리어 하이를 달성했다. 2016년에는 주전 외야수로 완전히 자리매김했다.

### 롯데 자이언츠시절
2017년 시즌 후 첫 FA 협상에서 원 소속 구단인 두산 베어스와 결별하고 4년 총액 80억원의 조건으로 이적하였다.
이적 후 외야진의 한 축을 맡아왔으나 2020년 시즌 후 2021년 1월 22일에 뇌동맥류 수술을 받았다. 이미 그는 잠신중학교 1학년 때 뇌출혈로 부친을 여읜 일이 있고, 가족력이 있어서 수술이 불가피했다. 수술 후 2021년 5월에 복귀했으나 9월 26일에 은퇴를 선언했다.

## 야구선수 은퇴 후
2022년부터 B.H Baseball의 감독으로 활동했다.
현재는 TVING해설위원, 로한에이전트 기술고문, 서귀포베이스볼클럽의 감독으로 활동 중이다.
현재는 영산대 감독으로 취임했다  

## 논란
- 2015년 5월 27일 NC전에서 경기 후반에 땅볼로 물러난 두산 베어스의 오재원과 당시 NC 다이노스의 투수였던 해커 사이에서 언쟁이 일어났고, 그라운드에 양 팀 선수들이 뛰어나오며 벤치 클리어링이 벌어졌다. 그 순간 두산 베어스 벤치 쪽에서 에릭 해커를 향해 공이 빠르게 날아왔으나 정확히 누가 공을 던졌는지 알 수 없었다. 심판은 당시 두산 외야수 장민석이 던진 것으로 판단하고 장민석을 퇴장시켰으나, 경기 직후 그가 범인이라는 여론이 SNS를 타고 들끓었다. 다음 날인 5월 28일, 자신이 공을 던졌다고 인정했다. 이런 대리 퇴장 사태에 대해 "경기가 끝나고 호텔에 와서 나의 잘못된 행동으로 동료가 피해를 보는 것이 미안하고 괴로웠다. 야구 선수로서 해서는 안 될 행동을 했다. 진심으로 반성하고 뉘우치고 있다. 프로 야구를 사랑하는 팬들에게 죄송하다"는 사과 발언을 남겼다. 이후 상벌위원회가 즉시 열렸고, 상벌 위원회에서는 '투척 행위'가 스포츠 정신을 위배했다는 판단하에 KBO 리그 규정 벌칙 내규 7항에 의거, 3경기 출장 정지 및 유소년 야구 봉사 활동 40시간의 징계를 내렸다(규정 4.06). 또 1군 엔트리 말소 상태임에도 경기 중 그라운드에 진입했던 홍성흔에게는 제재금 100만원을 부과했다.[6]

## 별명
- 이름을 줄여서 '민뱅'이라고 불린다.[7]

## 등번호
- '49' - 두산 베어스 (2006년 ~ 2010년, 2013년 ~ 2017년)
- '35' - 두산 베어스 (2012년)
- '3' - 롯데 자이언츠 (2018년 ~ 2021년)

## 출신 학교
- 서울화곡초등학교
- 잠신중학교
- 덕수정보고등학교

## 통산 기록
| 연도 | 팀명   | 타율  | 경기 | 타수 | 득점 | 안타 | 2루타 | 3루타 | 홈런 | 루타 | 타점 | 도루 | 도실 | 볼넷 | 사구 | 삼진 | 병살 | 실책 |
| ---- | ------ | ----- | ---- | ---- | ---- | ---- | ----- | ----- | ---- | ---- | ---- | ---- | ---- | ---- | ---- | ---- | ---- | ---- |
| 2006 | 두산   | 0.197 | 80   | 61   | 20   | 12   | 0     | 1     | 0    | 14   | 4    | 17   | 3    | 2    | 0    | 16   | 1    | 1    |
| 2007 | 두산   | 0.244 | 119  | 328  | 53   | 80   | 14    | 3     | 3    | 109  | 31   | 30   | 9    | 28   | 5    | 56   | 5    | 0    |
| 2008 | 두산   | 0.194 | 87   | 93   | 26   | 18   | 0     | 1     | 0    | 20   | 0    | 18   | 6    | 6    | 1    | 18   | 2    | 0    |
| 2009 | 두산   | 0.257 | 115  | 261  | 49   | 67   | 14    | 0     | 5    | 96   | 28   | 18   | 5    | 17   | 6    | 54   | 7    | 1    |
| 2010 | 두산   | 0.286 | 64   | 70   | 23   | 20   | 2     | 1     | 0    | 24   | 4    | 11   | 4    | 9    | 0    | 14   | 0    | 0    |
| 2012 | 두산   | 0.143 | 2    | 7    | 0    | 1    | 0     | 0     | 0    | 1    | 0    | 0    | 2    | 0    | 0    | 2    | 0    | 0    |
| 2013 | 두산   | 0.319 | 119  | 383  | 71   | 122  | 21    | 7     | 9    | 184  | 65   | 27   | 8    | 40   | 7    | 62   | 7    | 1    |
| 2014 | 두산   | 0.345 | 124  | 470  | 85   | 162  | 31    | 3     | 12   | 235  | 79   | 16   | 8    | 37   | 6    | 63   | 11   | 0    |
| 2015 | 두산   | 0.303 | 129  | 491  | 80   | 149  | 20    | 2     | 12   | 209  | 75   | 7    | 3    | 50   | 8    | 74   | 15   | 4    |
| 2016 | 두산   | 0.325 | 134  | 511  | 98   | 166  | 31    | 4     | 16   | 253  | 87   | 9    | 2    | 48   | 15   | 91   | 18   | 0    |
| 2017 | 두산   | 0.304 | 123  | 447  | 73   | 136  | 21    | 0     | 14   | 199  | 71   | 3    | 4    | 47   | 19   | 74   | 14   | 4    |
| 2018 | 롯데   | 0.318 | 118  | 443  | 74   | 141  | 21    | 0     | 17   | 213  | 66   | 8    | 3    | 35   | 8    | 68   | 10   | 1    |
| 2019 | 롯데   | 0.304 | 101  | 369  | 52   | 112  | 24    | 2     | 9    | 167  | 43   | 13   | 6    | 42   | 5    | 55   | 9    | 2    |
| 2020 | 롯데   | 0.233 | 109  | 309  | 42   | 72   | 12    | 0     | 2    | 90   | 23   | 10   | 6    | 21   | 5    | 62   | 12   | 0    |
| 2021 | 롯데   | 0.190 | 14   | 42   | 5    | 8    | 3     | 0     | 0    | 11   | 2    | 0    | 1    | 6    | 0    | 11   | 2    | 0    |
| 통산 | 15시즌 | 0.295 | 1438 | 4285 | 751  | 1266 | 214   | 24    | 99   | 1825 | 578  | 187  | 70   | 388  | 85   | 720  | 113  | 14   |